# Jente Hauttekeete
Jente Hauttekeete (14 de marzo de 2002) es un deportista de Bélgica que compite en atletismo. Ganó una medalla de plata en el Campeonato Mundial de Atletismo Sub-20 de 2021, en la prueba de decatlón.